# Condado de Washington (Tennessee)
El condado de Washington (en inglés: Washington County, Tennessee), fundado en 1777, es uno de los 95 condados del estado estadounidense de Tennessee. En el año 2000 tenía una población de 107.198 habitantes con una densidad poblacional de 127 personas por km². La sede del condado es Jonesborough.

## Geografía
Según la Oficina del Censo, el condado tiene un área total de 1230 km² (474,9 mi²), de la cual 1227 km² (473,7 mi²) es tierra y 8 km² (3,1 mi²) es agua.

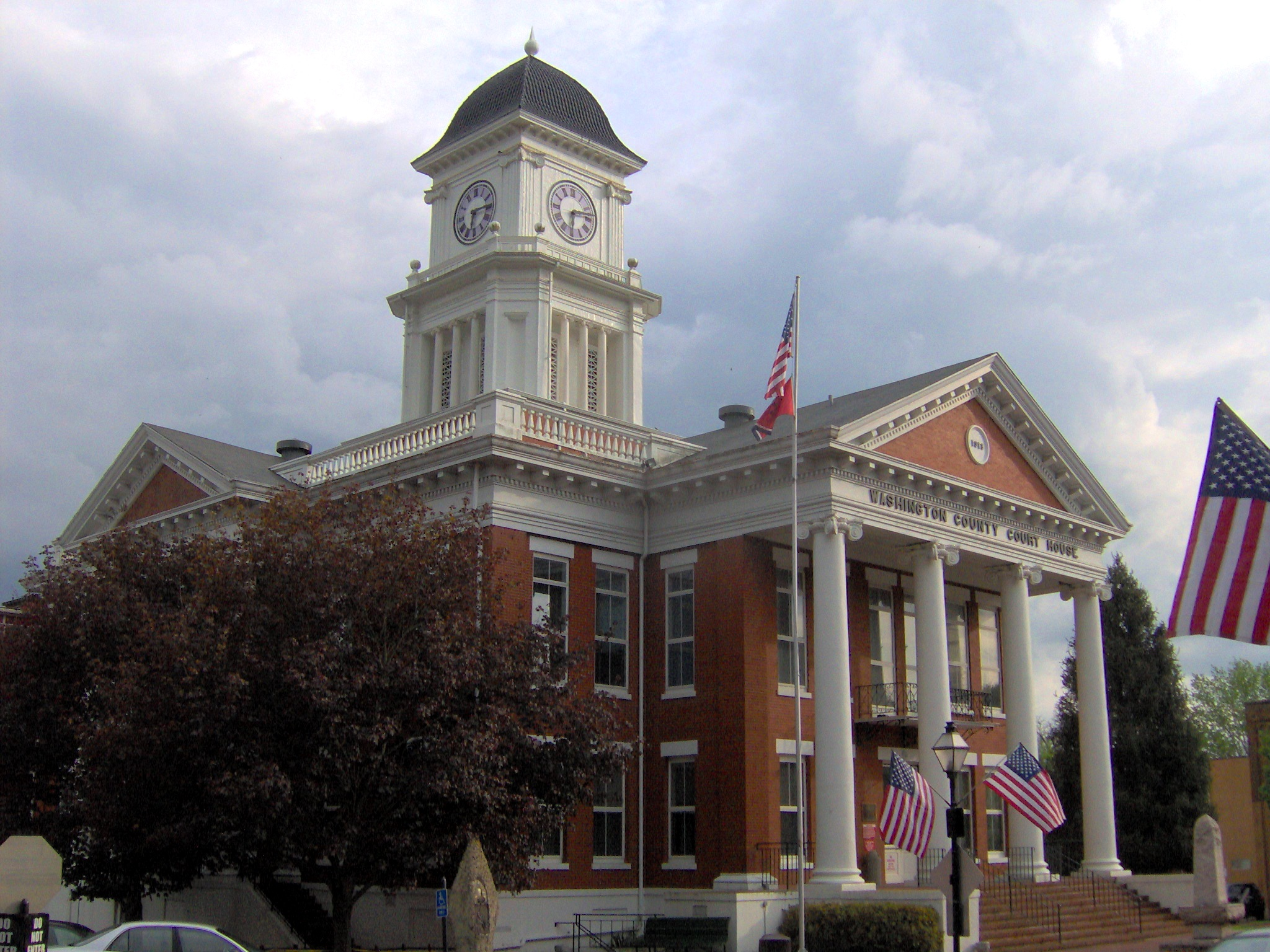
Corte del Condado de Washington en Jonesborough

### Condados adyacentes
- Condado de Sullivan norte
- Condado de Carter este
- Condado de Unicoi sur
- Condado de Greene oeste
- Condado de Hawkins noroeste

## Demografía
En el 2000 la renta per cápita promedia del condado era de $33,116, y el ingreso promedio para una familia era de $41,162. El ingreso per cápita para el condado era de $19,085. En 2000 los hombres tenían un ingreso per cápita de $30,874 contra $21,485 para las mujeres. Alrededor del 13.90% de la población estaba bajo el umbral de pobreza nacional.

## Lugares

### Ciudades y pueblos
- Johnson City
- Jonesborough
- Watauga

### Comunidades no incorporadas
- Gray
- Limestone
- Midway
- Oak Grove
- Spurgeon
- Telford

## Residentes notables
- Amy Colley - Miss EE. UU. 2005 Tennessee